# The ReVe Festival: Day 1
The ReVe Festival: Day 1 – szósty minialbum południowokoreańskiej grupy Red Velvet, wydany 19 czerwca 2019 roku przez wytwórnię SM Entertainment i dystrybuowany przez Dreamus. Płytę promował singel „Zimzalabim” (kor. 짐살라빔 (Zimzalabim)). Jest to pierwsze wydawnictwo z trylogii The ReVe Festival (kor 더 리브 페스티벌).
Sprzedał się w nakładzie 162 395 egzemplarzy w Korei Południowej (stan na grudzień 2019 r.).

## Lista utworów
| CD | CD                                                          | CD                        | CD                                                                                          | CD                                                                       | CD      |
| Nr | Tytuł utworu                                                | Tekst                     | Kompozycja                                                                                  | Aranżacja                                                                | Długość |
| -- | ----------------------------------------------------------- | ------------------------- | ------------------------------------------------------------------------------------------- | ------------------------------------------------------------------------ | ------- |
| 1. | „Zimzalabim” (kor. 짐살라빔 (Zimzalabim), ang. Jimsallabim) | Lee Seu-ran               | Olof Lindskog, Daniel Caesar, Ludwig Lindell, Hayley Aitken                                 | OLLIPOP, Caesar & Loui                                                   | 3:10    |
| 2. | „Sunny Side Up!”                                            | Jeon Gandi                | Moonshine, Ellen Berg, Cazzi Opeia                                                          | Moonshine                                                                | 3:23    |
| 3. | „Milkshake”                                                 | Kim Bo-eun (Jam Factory)  | Moonshine, Cazzi Opeia, Boots a.k.a. Per Kristian Ottestad                                  | Moonshine                                                                | 3:30    |
| 4. | „Chinguga Anya (Bing Bing)” (kor. 친구가 아냐 (Bing Bing))  | Kim Soo-jin (Jam Factory) | Will Simms, Ylva Dimberg, Neil Athale                                                       | Will Simms, Ylva Dimberg, Neil Athale                                    | 3:27    |
| 5. | „Annyeong, Yeoreum (Parade)” (kor. 안녕, 여름 (Parade))     | Seo Ji-eum                | Fredrik Häggstam, Johan Gustafsson, Sebastian Lundberg, Ylva Dimberg                        | Trinity                                                                  | 3:13    |
| 6. | „LP”                                                        | Seo Ji-eum                | Ryan S. Jhun, Hanif Hitmanic Sabzevari, Dennis DeKo Kordnejad, Pontus PJ Ljung, Anna Isbäck | Ryan S. Hanif Hitmanic Sabzevari, Dennis DeKo Kordnejad, Pontus PJ Ljung | 3:27    |

## Notowania
| Lista                         | Pozycja |
| ----------------------------- | ------- |
| Gaon Weekly Album Chart       | 1       |
| Gaon Yearly Album Chart       | 37      |
| Five Music (Tajwan)           | 1       |
| Oricon Weekly Album Chart     | 20      |
| Billboard Japan Hot Albums    | 46      |
| Billboard World Albums        | 7       |
| Heatseekers Albums            | 5       |
| UK Digital Albums (OCC)       | 68      |
| French Download Albums (SNEP) | 53      |